# Biancamaria Furgeri
Biancamaria Furgeri, née le 6 octobre 1935 à Rovigo, est une organiste, compositrice et pédagogue italienne.

## Biographie
Biancamaria Fugeri est née à Rovigo et étudie au conservatoire de Padoue puis à Milan et Venise avec Wolfgango Dalla Vecchia, Bruno Coltro, Bruno Bettinelli, Giuseppe Piccioli et Giorgio Federico Ghedini.
Après ses études, elle enseigne la musique à Ferrare et à Padoue. En 1969, elle occupe un poste d’enseignante au Conservatoire GB Martini de Bologne. Ses œuvres ont été produites à l'international. Elle s'est classée première dans un certain nombre de concours internationaux, notamment le concours national de musique sacrée de 1973 à Varèse, le concours GEDOK de 1985 à Mannheim et le concours international de compositrices de 1987 à Zurich.

## Œuvres
- 1958 Sonata, op. 1
- 1960 Piano Suite, op. 2
- 1963 Sonata, op. 3, pour orgue
- 1965 Suite by Gioconda, op. 4
- 1968 Toccata and Ricercare, op. 5, pour orgue
- 1970-71 Piccoli Musici (vol. 1), op. 6
- 1970-71 Piccoli Musici (vol. 2), op. 7
- 1972 Il libro dei Ritmi e dei Suoni, op. 8
- 1973 Fair, op. 9
- 1974 Discanto, op. 10, pour chœur
- 1975 Antifonie, op. 12, pour orchestre
- 1975 Consonance, op. 13, pour ensemble de chambre
- 1975 Voci del tempo, op. 11, pour chœur
- 1977 Canzone del Pastore / Cavallino bianco e nero - luvenilia, op. 15, pour chœur
- 1977 Il Fuggitivo, op. 14, pour chœur
- 1980 Juvenilia, op. 16, pour piano
- 1981 Duplum, op. 17, pour duo
- 1983 Cantico, op. 20, pour ensemble de chambre
- 1983 Moods, op. 18, pour orchestre
- 1983 Pars mea Dominus, op. 19
- 1985 Là dove autunni e primavere, op. 23, pour chœur
- 1985 Ritorno, op. 22, pour chœur
- 1985 Tre episodic, op. 24, pour quatuor à cordes
- 1986 Opposizioni, op. 26, pour duo
- 1986 Otto piccoli pezzi per Ilaria, op. 25, pour piano
- 1987 Levia, op. 27, pour orchestre
- 1989 Il canto Sognato, op. 29, pour ensemble de chambre
- 1989 Intarsi (Antichi modi di Canto), op. 28, pour orchestre
- 1990 A due gioco per quattro, op. 35, pour ensemble de chambre
- 1990 Story, op. 36